# Jorge Carrera Andrade

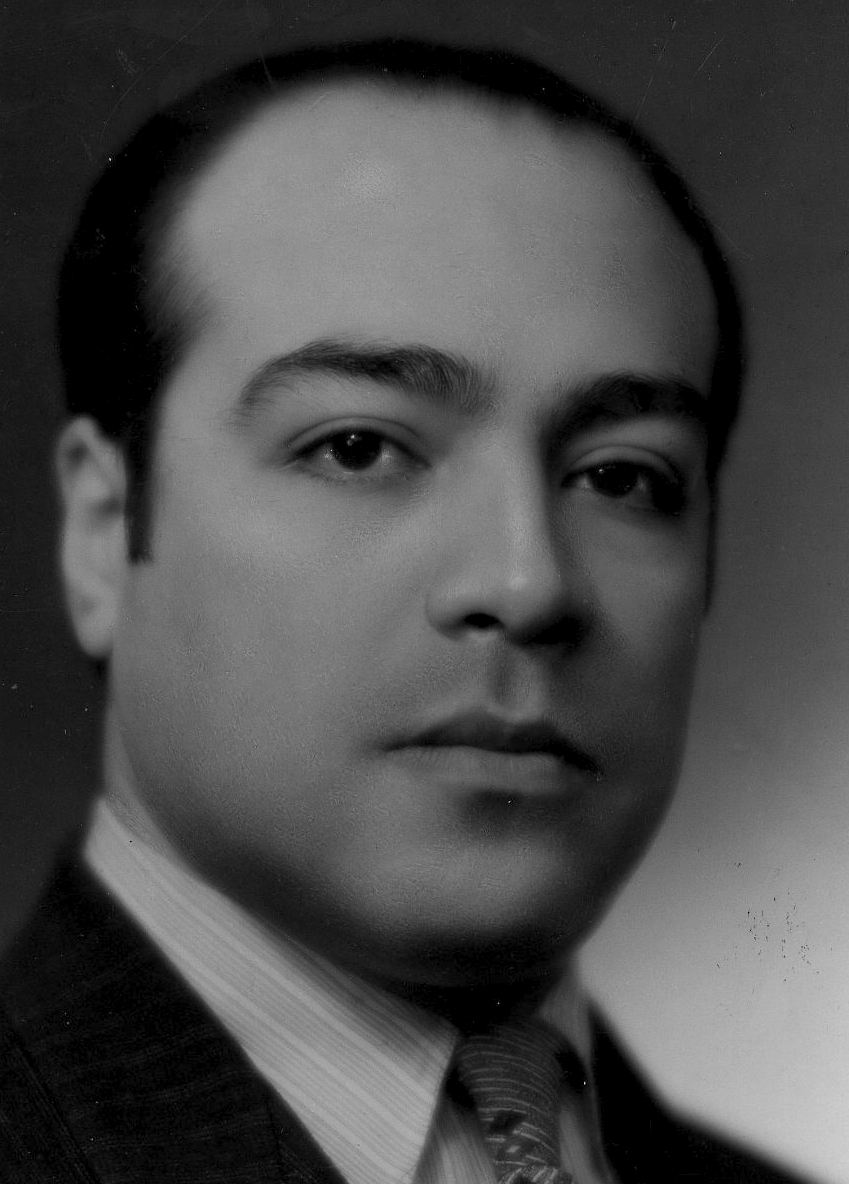
Jorge Carrera Andrade

Jorge Carrera Andrade (* 28. September 1903 in Quito; † 7. November 1978 ebenda) war ein ecuadorianischer Lyriker, Schriftsteller und Diplomat.

## Leben
Der Sohn eines Richters am Obersten Gerichtshof Ecuadors und der Tochter eines Generals schlug bereits unmittelbar nach seinem Studium 1923 eine politische Laufbahn ein. Nach kurzer Zeit als Vertreter des Partido Liberal im Kongress war er an der Gründung der Sozialistischen Partei beteiligt, bevor er als Diplomat nach Frankreich ging.

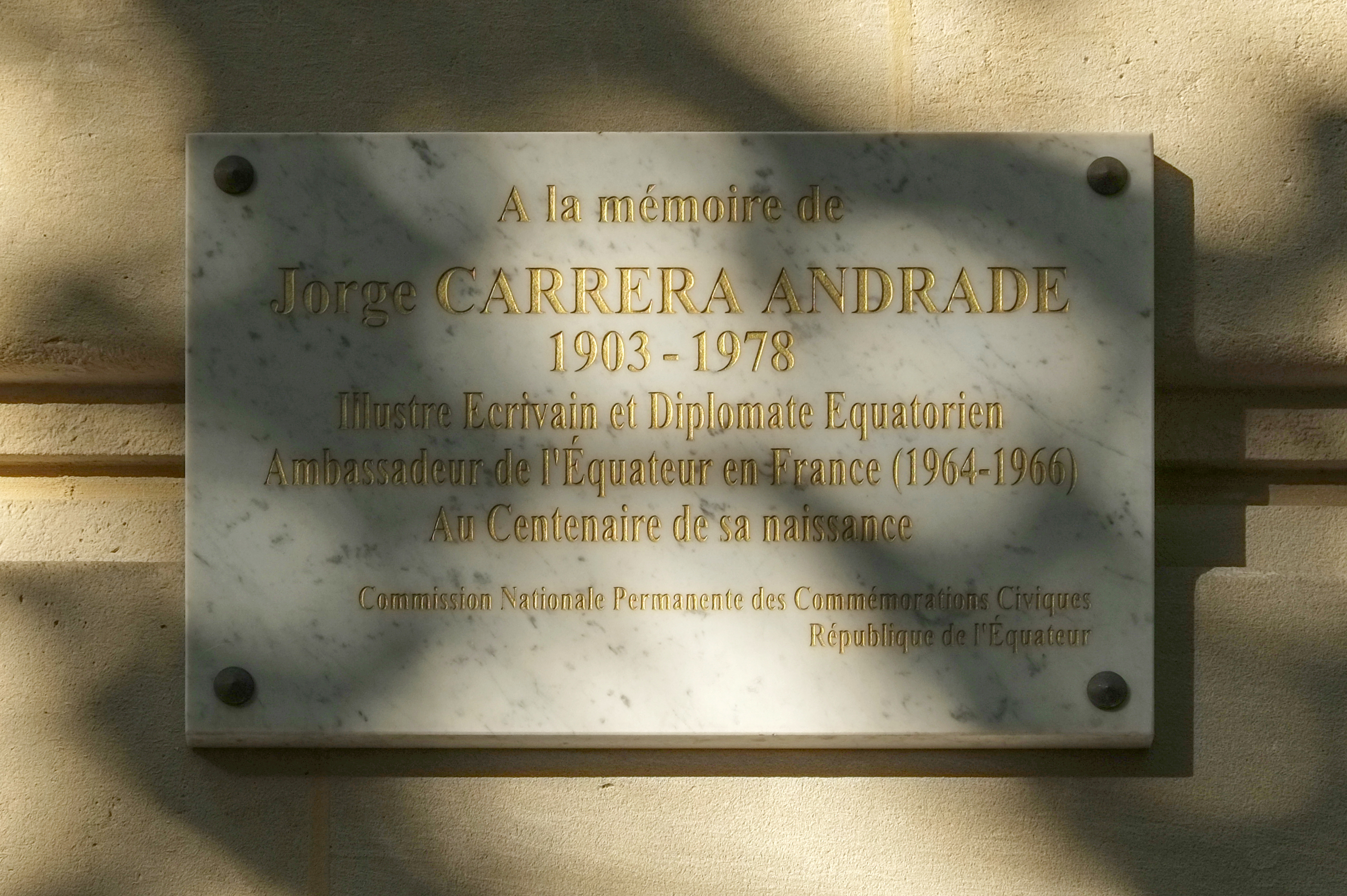
Gedenktafel in Paris

In den folgenden Jahrzehnten hatte er diplomatische Posten u. a. in Brasilien, China, Kolumbien und  Japan inne. Von 1940 bis 1944 war er ecuadorianischer Generalkonsul in den USA. Später war er Botschafter in den Niederlanden, Nicaragua, Venezuela und Großbritannien. Von 1952 bis 1958 lebte er in Paris, wo er für die UNESCO arbeitete. 1966 war er unter Präsident Otto Arosemena kurzzeitig Außenminister seines Landes, gab dieses Amt jedoch wegen Differenzen mit Arosemena auf.
Von 1968 bis 1970 lebte Andrade in Long Island, unterrichtete an der Stony Brook University und gab Vorlesungen an der Harvard University und dem Vassar College. In seinen letzten Lebensjahren leitete er eine kulturelle Einrichtung in Quito.

## Werk
Andrade gilt bis heute als bedeutendster Lyriker Ecuadors. Bereits 1922 erschien sein erster Lyrikband Estanque Inefable in Quito. Weitere Lyrik- und Prosawerke folgten. Seine frühe Lyrik ist durch konsequente Umsetzung visueller Eindrücke gekennzeichnet und vom Surrealismus beeinflusst. Seit 1935 (El tiempo manual) treten politische und soziale Themen in den Vordergrund. Als er sich 1940 als Generalkonsul in San Francisco niederließ, begann alsbald eine intensive literarische Korrespondenz mit Schriftstellern und Verlegern wie John Peale Bishop, John Malcolm Brinnin, Dudley Fitts, H. R. Hays, John Hersey, Muna Lee, James Laughlin, Seymour Lawrence, Thomas Merton, Archibald MacLeish, Wallace Stevens, Donald D. Walsh und William Carlos Williams. 
Seit 1943 erschienen Essays sowohl von als auch über Andrade (H.R. Hays: Jorge Carrera Andrade: Magician of Mirrors) in amerikanischen Literaturzeitschriften. 1946 erschien in New York sein erstes Buch in englischer Sprache Secret Country, übersetzt von Muna Lee. In den folgenden Jahren erschienen Essays und Artikel Andrades jeweils in den Ländern, in denen er sich im diplomatischen Dienst aufhielt. In Frankreich erschienen zwei Bücher in bilingualen (spanisch-französisch) Ausgaben. 
Das Spätwerk seit Lugar de Origen (1945) ist durch die Anschauung der heimatlichen Tropenlandschaft gekennzeichnet.
In den 1950er Jahren wurden Andrades Werke zunehmend ins Englische übersetzt. 1950 erschien in England Vistor of Mist in der Übersetzung von G. R. Coulthard, Thomas Merton, John Malcolm Brinnin und Donald Walsh übersetzten seine Gedichte für Zeitschriften und Anthologien, J. M. Cohen nahm Werke von ihm in das Penguin Book of Spanish Verse (England, 1956), Willis Barnstone in die Modern European Poetry (New York, 1966) auf. Auch in dänischen, französischen und deutschen Anthologien erschienen seine Werke. H.R. Hays veröffentlichte 1972 Selected Poems, und 1973 erschien eine Auswahl seiner Vorlesungen unter dem Titel Reflections On Latin American Literature. 
1976 erschien unter seiner Leitung seine Obra poética completa bei der Casa de la Cultura Ecuatoriana "Benjamín Carrión", und die Academia de la Lengua von Ecuador schlug ihn im gleichen Jahr für den Literaturnobelpreis vor. 1977 erhielt er den Premio Eugenio Espejo der ecuadorianischen Regierung.

## Werke
- Estanque Inefable, 1922
- La guirnalda del silencio, 1926
- Boletines de mar y tierra (mit einem Vorwort von Gabriela Mistral), 1930
- Latitudes, 1934
- El tiempo manual, 1935
- Biografía para uso de los pájaros, 1937
- Microgramas, 1940
- Mirador Terrestre
- La República del Ecuador, encrucijada de América
- Lugar de Origen 1945
- El visitante de niebla y otros poemas
- Rostros y climas, 1948
- Familia de la Noche
- La Tierra Siempre Verde, 1955
- Viajes por países y libros, 1961
- Antología poética de Pierre Valéry (Übersetzung)
- Poesía Francesa Contemporánea (Übersetzung)